# Henri Préaux
Henri Préaux (francès: Henri Camille Préaux)  (Loivre, 25 de novembre de 1911 - Reims, 21 de febrer de 1992) fou un remer francès que va competir durant la dècada de 1920.
El 1928 va prendre part en els Jocs Olímpics d'Amsterdam, on disputà la prova del dos amb timoner del programa de rem. Formant equip amb els germans Armand i Édouard Marcelle guanyà la medalla de plata. N'era el timoner.